# Activate
Activate – niemiecka grupa grająca muzykę eurodance. Zadebiutowała singlem Let The Rhythm Take Control wydanym w 1993.

## Skład grupy
- Mike Griesheimer
- Thomas Detert
- Manfred Poppe

Wokalistki:
- Nicole Wetzel
- Rachel Rack
- Nanni Žagar
- Helen Smith

## Dyskografia

### Single
- 1994 – Let the Rhythm Take Control /album Visions 1994
- 1994 – Beat of the Drum /album Visions 1994
- 1994 – Save Me / album Visions 1994
- 1994 – Hypnotized / album  Visions  1994
- 1994 – I Say What I Want / album  Visions 1994
- 1994 – Tell Me (That You Love Me)Visions 1994
- 1996 – Fall in Love with You

### Albumy
- 1994 – Visions
- 2012 – Lost & Found EP